# 浄光寺 (世田谷区)
浄光寺（じょうこうじ）は、東京都世田谷区にある浄土宗の寺院。

## 概要
1444年（文安元年）、専蓮社然誉上人によって開山された。
1796年（寛政8年）の火災で多くの寺の記録を失っている。この火災以降、屋根は瓦葺となっている。
墓地には、彦根藩世田谷領の代官を務めた大場家累代の墓がある。近くに世田谷代官屋敷がある。

## 交通アクセス
- 東急世田谷線上町駅より徒歩5分。